# Championnats d'Europe de cross-country 2016
Navigation
Hyères 2015 Šamorín 2017
Les 23e Championnats d'Europe de cross-country (en anglais: 23th SPAR European Cross Country Championships) se déroulent le 11 décembre 2016 à Chia, sur la commune de Domus de Maria, en Italie. Le 140e Conseil de l'AEA a attribué cette compétition à ce hameau de la province de Cagliari qui a déjà organisé les championnats d'Italie de semi-marathon et qui organisa la Coupe d'Europe du 10 000 m en juin 2015.

## Compétition
Les Championnats d'Europe de cross-country comprennent six épreuves au total. Les distances varient en fonction de la catégorie (Seniors, Espoirs, Juniors) et du sexe (Hommes, Femmes).
| Catégorie | Hommes  | Femmes  |
| --------- | ------- | ------- |
| Seniors   | 9 940 m | 7 970 m |
| Espoirs   | 7 970 m | 6 000 m |
| Juniors   | 6 000 m | 4 060 m |

## Résultats

### Seniors

#### Hommes
| Rang | Athlète             | Pays        | Temps       |
| ---- | ------------------- | ----------- | ----------- |
|      | Aras Kaya           | Turquie     | 27 min 39 s |
|      | Polat Kemboi Arikan | Turquie     | 27 min 42 s |
|      | Callum Hawkins      | Royaume-Uni | 27 min 49 s |
| 4    | Andrew Butchart     | Royaume-Uni | 28 min 1 s  |
| 5    | Andy Vernon         | Royaume-Uni | 28 min 11 s |
| 6    | Ilias Fifa          | Espagne     | 28 min 19 s |
| 7    | Ayad Lamdassem      | Espagne     | 28 min 22 s |
| 8    | Adel Mechaal        | Espagne     | 28 min 26 s |
| 9    | Marouan Razine      | Italie      | 28 min 27 s |
| 10   | Kaan Kigen Özbilen  | Turquie     | 28 min 30 s |

| Rang | Équipe                                                                      | Points         |
| ---- | --------------------------------------------------------------------------- | -------------- |
|      | Grande-Bretagne Callum Hawkins, Andrew Butchart, Andy Vernon, Ben Connor    | 3+4+5+16=28    |
|      | Espagne Ilias Fifa, Ayad Lamdassem, Adel Mechaal, Antonio Abadía            | 6+7+8+11=32    |
|      | Turquie Aras Kaya, Polat Kemboi Arıkan, Kaan Kigen Özbilen, Alper Demir     | 1+2+10+25=38   |
| 4    | France Morhad Amdouni, Djilali Bedrani, Timothée Bommier, Abdellatif Meftah | 17+19+21+22=79 |

#### Femmes
| Rang | Athlète                   | Pays        | Temps       |
| ---- | ------------------------- | ----------- | ----------- |
|      | Yasemin Can               | Turquie     | 24 min 46 s |
|      | Meryem Akda               | Turquie     | 24 min 56 s |
|      | Karoline Bjerkeli Grøvdal | Norvège     | 25 min 26 s |
| 4    | Ancuța Bobocel            | Roumanie    | 25 min 27 s |
| 5    | Fionnuala McCormack       | Irlande     | 25 min 28 s |
| 6    | Stephanie Twell           | Royaume-Uni | 25 min 40 s |
| 7    | Trihas Gebre              | Espagne     | 25 min 41 s |
| 8    | Fabienne Schlumpf         | Suisse      | 25 min 46 s |
| 9    | Liv Westphal              | France      | 25 min 47 s |
| 10   | Elizeba Cherono           | Pays-Bas    | 25 min 57 s |

| Rang | Équipe                                                                       | Points         |
| ---- | ---------------------------------------------------------------------------- | -------------- |
|      | Turquie Yasemin Can, Meryem Akda, Özlem Kaya, Sevilay Eytemis                | 1+2+13+19=35   |
|      | Grande-Bretagne Stephanie Twell, Gemma Steel, Katrina Wootton, Pippa Woolven | 6+12+16+17=51  |
|      | Roumanie Ancuța Bobocel, Roxana Bârcă, Cristina Negru, Paula Todoran         | 4+11+27+37=79  |
| 4    | France Liv Westphal, Aurore Guerin, Samira Mezeghrane, Sophie Duarte         | 9+26+32+34=101 |

### Espoirs

#### Hommes
| Rang | Athlète             | Pays     | Temps       |
| ---- | ------------------- | -------- | ----------- |
|      | Isaac Kimeli        | Belgique | 22 min 48 s |
|      | Carlos Mayo         | Espagne  | 22 min 53 s |
|      | Yemaneberhan Crippa | Italie   | 22 min 54 s |

| Rang | Équipe                                                                  | Points        |
| ---- | ----------------------------------------------------------------------- | ------------- |
|      | Italie Yemaneberhan Crippa, Samuele Dini, Said Ettaqy, Lorenzo Dini     | 3+9+11+12=35  |
|      | Belgique Isaac Kimeli, Simon Debognies, Dieter Kersten, Steven Casteele | 1+8+10+34=53  |
|      | Grande-Bretagne Jonny Davies, Alex George, Ellis Cross, Alex Short      | 5+13+15+25=58 |
| 4    | Espagne Carlos Mayo, Jesus Ramos, Mohamed Jelloul, El Madhi Lahoufi     | 2+7+16+39=64  |

#### Femmes
| Rang | Athlète       | Pays        | Temps       |
| ---- | ------------- | ----------- | ----------- |
|      | Sofia Ennaoui | Pologne     | 19 min 21 s |
|      | Anna Gehring  | Allemagne   | 19 min 24 s |
|      | Alice Wright  | Royaume-Uni | 19 min 42 s |

| Rang | Équipe                                                                              | Points         |
| ---- | ----------------------------------------------------------------------------------- | -------------- |
|      | Grande-Bretagne Alice Wright, Charlotte Taylor, Rebecca Murray, Jessica Judd        | 3+4+7+12=26    |
|      | Allemagne Anna Gehring, Caterina Granz, Carolin Kirtzel, Maya Rehberg               | 2+6+9+16=33    |
|      | Italie Christine Santi, Silvia Oggioni, Roberta Ciappini, Costanza Martinetti       | 10+14+19+24=67 |
| 4    | Ukraine Viktoriya Kalyuzhna, Valeriya Zinenko, Nataliya Strebkova, Maryna Nemchenko | 8+13+17+31=69  |

### Juniors

#### Hommes
| Rang | Athlète              | Pays        | Temps       |
| ---- | -------------------- | ----------- | ----------- |
|      | Jakob Ingebrigtsen   | Norvège     | 17 min 6 s  |
|      | Yohanes Chiappinelli | Italie      | 17 min 14 s |
|      | Mahamed Mahamed      | Royaume-Uni | 17 min 16 s |

| Rang | Équipe                                                                            | Points        |
| ---- | --------------------------------------------------------------------------------- | ------------- |
|      | France Jimmy Gressier, Mohamed-Amine El Bouajaji, Hugo Hay, Abderrazak Charik     | 4+5+7+10=26   |
|      | Espagne Adrian Ben, Miguel González, Jordi Terrents, Annasse Mahboub El Hamdouini | 8+9+12+13=42  |
|      | Grande-Bretagne Mahamed Mahamed, Alexander Yee, Josh Kerr, Paulos Surafel         | 3+11+14+15=43 |
| 4    | Italie Yohanes Chiappinelli, Sergiy Polikarpenko, Ahmed Ouhda, Ademe Cuneo        | 2+22+33+34=91 |

#### Femmes
| Rang | Athlète                 | Pays        | Temps       |
| ---- | ----------------------- | ----------- | ----------- |
|      | Konstanze Klosterhalfen | Allemagne   | 12 min 26 s |
|      | Anna Emilie Møller      | Danemark    | 12 min 43 s |
|      | Harriet Knowles-Jones   | Royaume-Uni | 12 min 52 s |

| Rang | Équipe                                                                             | Points        |
| ---- | ---------------------------------------------------------------------------------- | ------------- |
|      | Grande-Bretagne Harriet Knowles-Jones, Amelia Quirk, Victoria Weir, Gemma Holloway | 3+9+10+11=33  |
|      | Allemagne Konstanze Klosterhalfen, Alina Reh, Lisa Oed, Miriam Dattke              | 1+4+18+34=57  |
|      | Pays-Bas Jasmijn Lau, Veerle Bakker, Merel van der Marel, Jasmijn Bakker           | 5+13+23+30=71 |
| 4    | France Cécile Lejeune, Leila Hadji, Mathilde Senechal, Perle Maunoury              | 8+16+29+36=89 |

## Tableau des médailles
- Pays hôte (Italie)

| Rang               | Nation             | Or | Argent | Bronze | Total |
| ------------------ | ------------------ | -- | ------ | ------ | ----- |
| 1                  | Turquie            | 3  | 2      | 1      | 6     |
| 2                  | Royaume-Uni        | 3  | 1      | 6      | 10    |
| 3                  | Allemagne          | 1  | 3      | 0      | 4     |
| 4                  | Italie             | 1  | 1      | 2      | 4     |
| 5                  | Belgique           | 1  | 1      | 0      | 2     |
| 6                  | Norvège            | 1  | 0      | 1      | 2     |
| 7                  | France             | 1  | 0      | 0      | 1     |
| 7                  | Pologne            | 1  | 0      | 0      | 1     |
| 9                  | Espagne            | 0  | 3      | 0      | 3     |
| 10                 | Danemark           | 0  | 1      | 0      | 1     |
| 11                 | Pays-Bas           | 0  | 0      | 1      | 1     |
| 11                 | Roumanie           | 0  | 0      | 1      | 1     |
| Total (12 nations) | Total (12 nations) | 12 | 12     | 12     | 36    |